# Interpretatio romana
Interpretatio romana (poslovenjeno rimski prevod) je starorimska praksa zamenjave imena tujega (barbarskega) božanstva z imenom rimskega, ki so ga imeli za primerljivega. 
Izraz izvira iz Tacita, ki je v svoji Germaniji izenačil dve germanski božanstvi s Kastorjem in Polidevkom. Zamenjava je bila pogosta predvsem v posvetilnih napisih, kjer sta rimsko in domače ime božanstva pogosto stali eno poleg drugega. Rimljani so običajno primerjali določene značilnosti tujega boga, da bi ga izenačili z bogom, ki so ga poznali. Uporabljenih je bilo razmeroma malo rimskih bogov, ker so veliko tujih bogov združili v enega rimskega. Keltska božanstva so na primer običajno enačili z Apolonom, Marsom in Merkurjem. Zaradi združevanj je pogosto težko rekonstruirati prvotne značilnosti nerimskih bogov.

## Pomen
Zdi se, da je interpretatio romana globalizirano nadaljevanje interpretatio graeca, grške težnje po istovetenju lokalnih božanstev z grškimi. Skladno s temi  grškimi idejami so Rimljani v enotno rimsko mitologijo vnašali imena na primer etruščanskih, grških in drugih lokalnih bogov. 
Interpretatio romana je pripomogla k obsežnemu verskemu miru v Rimskem cesarstvu in kaže na  pragmatičen pristop rimskih osvajalcev do kulturnih in verskih vprašanj v podjarmljenih kulturah. Interpretatio romana seveda ni bila povsod mogoča, ker so se predstave o bogu in kultu v nekaterih kulturah bistveno razlikovala od rimskih. Na rimski strani so se zato pojavili nezaupanje in predsodki, zlasti do judovske vere z njeno idejo o edinem, vsemogočnem Bogu, ki ni smel biti niti predstavljen niti ni delil svoje moči. Rimski guvernerji so v veliki meri poskušali ignorirati verske spore ali pa so jih prepuščali  zadevni duhovščini, dokler so bili plačani vsi davki. 
Ena  od posledic interpretatio romana je praksa, ki je bila pogosta do 19. stoletja in je v romanskem govornem območju opazna še danes: grška božanstva, ki imajo ustrezna rimska imena, se omenjajo z njihovimi rimskimi imeni. Namesto Eros, na primer, se piše Amor, namesto Apolon Apolo itd.

## Grška božanstva
| Grško božanstvo | Rimsko božanstvo |
| --------------- | ---------------- |
| Zeus            | Jupiter          |
| Hera            | Junona           |
| Pozejdon        | Neptun           |
| Ares            | Mars             |
| Afrodita        | Venera           |
| Atena           | Minerva          |
| Demetra         | Cerara           |
| Perzefona       | Prozerpina       |
| Had             | Pluton           |
| Hefajst         | Vulkan           |
| Asklepij        | Eskulap          |
| Dioniz          | Bakh             |
| Heraklej        | Herkul           |
| Hermes          | Merkur           |
| Artemida        | Diana            |
| …               | …                |

## Druga božanstva
Popolnoma tuji bogovi, kot so keltski, germanski, egipčanski in drugi vzhodni bogovi, so se enačili z rimskimi na podlagi lastnosti, odgovornosti ali posebnih lastnosti, kar je s svojo "razlago" storil že Herodot v IV. knjigi svoje Zgodovine. Egipčanska božanstva so prešla med rimska prek grških božanstev. 
| Tuje božanstvo                           | Grško božanstvo | Rimsko božanstvo |
| ---------------------------------------- | --------------- | ---------------- |
| Ra, egičanski bog sonca                  | Apolon          | Apolo            |
| Ištar, mezopotamska boginja plodnosti    | Afrodita        | Venera           |
| Ezus, keltski bog                        | Hermes          | Merkur           |
| Tevtat, keltski bog vojne                | Ares            | Mars             |
| Taranis, keltski bog groma               | Zevs            | Jupiter          |
| Thor, nordijski bog groma                | Zevs            | Jupiter          |
| Odin, nordijski in germanski vrhovni bog | Hermes          | Merkur           |
| Tir, germanski bog vojne                 | Ares            | Mars             |
| …                                        | …               | …                |

## Vir
- Georg Wissowa. Interpretatio Romana. Römische Götter im Barbarenlande. V: Archiv für Religionswissenschaft. Nr. 19, 1918, str. 1–49.